# Élections constituantes marshallaises de 2017
Les élections constituantes marshallaises de 2023 ont lieu le 17 février 2017 aux Îles Marshall afin d'élire les membres d'une Assemblée constituante, appelée Convention constitutionnelle.
Chargée de délibérer sur les amendements soumis par le Nitijeļā, l'assemblée en approuve huit sur vingt-quatre, qui sont soumis à référendum le 20 novembre 2023.

## Contexte
La constitution de 1979 impose pour une grande partie de son contenu un processus de révision particulier, au cours duquel un amendement doit d'abord être approuvé par une Assemblée constituante — appelée Convention constitutionnelle — puis votée par référendum à la majorité des deux tiers des suffrages exprimés.
Une telle assemblée constituante doit être convoquée par le Nitijeļā, et ne peut se prononcer que sur les amendements proposée par ce dernier. Le Nitijeļā peut cependant proposer des amendements supplémentaires après l'élection de la constituante, qui n'est donc pas limitée aux seules propositions faites au moment de sa convocation.
Un comité parlementaire conseille début 2014 l'adoption de plusieurs réformes constitutionnelles nécessitant la convocation d'une constituante. En septembre 2015, le Nitijeļā vote cette convocation à l'unanimité, et travaille pendant deux ans à l'élaboration d'amendements dont il vote la transmission à la future assemblée,,. Il s'agit des quatrièmes élections constituantes à être organisées dans le pays, après celles de 1976, 1989 et 1995. Si la première assemblée conduit à la rédaction de la constitution en vigueur, approuvée par référendum en 1979, aucun des amendements proposées par les deux dernières n'ont été votée par les électeurs à la majorité requise pour leur validation.

## Élections

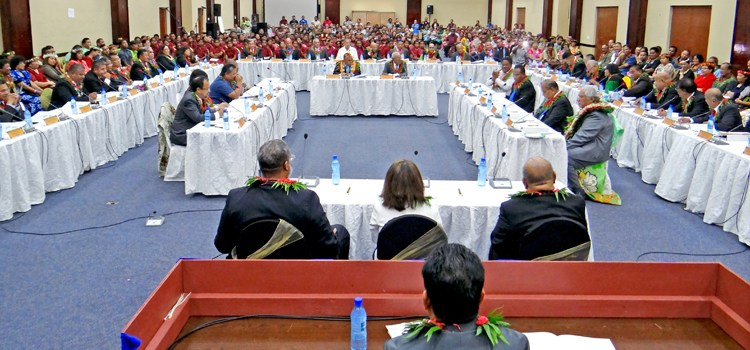
Session inaugurale de l'assemblée le 13 avril 2017

Un total de 143 candidats sont en lice pour les 45 sièges à pourvoir, dont 24 pour les 12 sièges réservés aux chefs traditionnels, les Irojis. Le Nitijeļā est alors composé de 33 membres, tandis que la constitution impose que la constituante en comporte au moins dix de plus. Vingt six membres du Nitijeļā présentent leur candidatures.
Les élections connaissent un faible taux de participation. L'élection des membres de l'assemblée est suivie de sa session inaugurale le 13 avril 2017. Kessai Note est élu à sa présidence par 22 voix contre 21 à son adversaire, Christopher Loeak. Casten Nemra décroche quant à lui la vice-présidence par 25 voix contre 18 à Phillip Muller. Seule en lice, Yolanda Lodge-Ned est élue secrétaire générale.
Le budget alloué aux travaux de l'assemblée est cependant l'objet de débats, une visite prévue par ses membres aux États-Unis étant notamment critiqué par plusieurs sénateurs. L'assemblée reçoit cependant le soutien de la présidente de la république Hilda Heine, qui déclare à cette occasion que les droits de la population à l'auto-détermination ne se sont pas arrêtés avec l'adoption de la constitution de 1979, mais se poursuivent via des moyens tels que cette constituante.

## Amendements étudiés
Les travaux de l'assemblée constituante portent sur un total de 24 amendements, dont 17 préparés depuis plus de deux ans par le Nitijeļā et inclus dans l'acte de convocation de 2015, auxquels s'ajoutent sept autres rajoutés par des votes ultérieurs du Nitijeļā, qui continue d'en débattre  jusqu'en novembre 2017,,. 
Certains, comme les deux premiers, sont soumis au vote de la constituante sans que la constitution ne l'impose pour les articles qu'ils concernent. Les suivants doivent impérativement être validés par la constituante avant une mise à référendum.
La numérotation çi dessous ne correspond pas nécessaire à celle des amendements, certains ayant été retirés ou fusionnés.
1. Obligation dans un cas d'acquisition de la nationalité marshallaise via la paternité d'un enfant marshallais d'avoir épousé la mère de l'enfant[4].
2. Limitation de l'acquisition de la nationalité par filiation à une remontée jusqu'à sept génération dans l'arbre généalogique du demandeur[4].
3. Le Vice-président, si son poste est créé, est de droit membre du gouvernement[4].
4. Élection du Président de la république au scrutin direct, et obligation pour les candidats à la présidence d'être marshallais de naissance[4].
5. Création du poste de Vice-président, également directement élu et obligatoirement marshallais de naissance[4].
6. Suppression de la possibilité pour le parlement de voter une motion de censure à l'encontre du président, du vice-président ou du gouvernement, faisant ainsi passer le pays d'un régime parlementaire à un régime présidentiel. L'amendement subsiste à la motion de censure la possibilité de procéder à l'encontre de l'ensemble des individus concernés  une procédure individuelle de destitution, dans les mêmes conditions que celles existantes pour la destitution d'un juge de la Cour suprême[4].
7. Interdiction de la vente de terrain détenue par un clan (bwij) tant que sa lignée n'est pas éteinte[4].
8. Interdiction de la vente de terrain à tout autre qu'un citoyen marshallais ou le gouvernement marshallais[4].
9. Obligation que 6 des 33 sièges du Nitijeļā soient réservés aux femmes, à raison de deux sièges à Majuro et un chacun à Kwajalein, Ailinglaplap, Arno et Jaluit[4].
10. Obligation pour toute Loi de finances de présenter un budget en équilibre[4].
11. Obligation pour toute Loi de finances additionnelle de présenter un budget en équilibre[4].
12. Inscription de la protection contre la discrimination sexuelle dans la liste des droits fondamentaux[4].
13. Augmentation du nombre de membres du Conseil des Irojis de douze à treize, avec un siège supplémentaire pour l'atoll de Mili[4].
14. Fixation du mandat du président et du vice-président du Conseil des Irojis à une durée de quatre ans[4].
15. Les Cours traditionnelles se voient conférer la juridiction sur les plaintes concernant les pratiques, terrains, titres et tout autre domaines relevant du domaine coutumier. La Cour suprême demeure néanmoins la plus haute juridiction du pays[4].
16. Renforcement de l'indépendance du Procureur général en lui donner le pouvoir de faire ouvrir une enquête pour des cas de fraude, corruption ou manquement à l'éthique de la part d'élus ou de hauts fonctionnaires[4].
17. Création du poste d'Ombudsman[4].
18. L'atoll d'Enenkio est ajoutée à la liste des atolls rattachés à leur district électoral le plus proche[12]
19. Obligation pour les candidats au Nitijeļā d'être marshallais de naissance, en droit de posséder des terres[13].
20. Clarification du rôle joué par le Conseil des Irojis dans la résolution des conflits concernant les clans (bwij)[14].
21. Ajout dans la liste des droits, la protection des témoins contre la contrainte à l'auto-incrimination[15].
22. Obligation dans un cas d'acquisition de la nationalité marshallaise via la paternité d'un enfant marshallais de résider dans le pays depuis au moins dix ans, et non plus trois[16].
23. Possibilité pour le Procureur général de déléguer ses responsabilités à des subordonnés[17].
24. La formulation de la répartition des sièges au Conseil des Irojis est modifiée pour que l'atoll d'Eniwetok soit rattaché au siège de l'atoll d'Ujelang au lieu de ceux de la Chaîne de Ralik[4],[18].

## Suites
Les travaux de la constituante sont prolongés à plusieurs reprises par le Nitijeļā. Sur les 24 amendements proposés, 8 sont adoptés et transmis au parlement, qui vote le 15 mars 2018 leur mise à référendum. Sont ainsi validés les amendements 1 et 22 —  fusionnés en un seul — ainsi que les amendements 13, 15, 16, 17, 18, 19 et 24 de la liste ci dessus.
La préparation du référendum est cependant interrompue par la Pandémie de Covid-19, qui touche les Îles Marshall à partir du mois d'octobre 2020. Après plusieurs années d'attente, les amendements approuvés par la constituante sont finalement soumis à référendum le 25 avril 2025.